# Henri-Paul Rousseau
Pour les articles homonymes, voir Rousseau.
Henri-Paul Rousseau (né le 2 juin 1948 à Pohénégamook), O.C., est un homme d'affaires québécois qui a occupé le poste de président et chef de la direction de la Caisse de dépôt et placement du Québec (CDPQ) de septembre 2002 à mai 2008. Depuis le 1er janvier 2009, il occupait le poste de vice-président du conseil pour les compagnies Power Corporation et Financière Power. En décembre 2017, il annonce son départ à la retraite, notamment pour agir à titre de professeur-invité à l'École d'Économie de Paris au cours de l'année académique 2018-2019.

## Formation et débuts de carrière
Fils de la sénatrice Yvette Boucher Rousseau, il termine ses deux baccalauréats universitaires (service social et économie) en 1970 à l'Université de Sherbrooke. Boursier, il obtient une maîtrise et un doctorat en économie de l'Université Western Ontario en 1973. Il devient ensuite professeur à l'Université du Québec à Montréal, puis à l'Université Laval jusqu'en 1986. 
En 1980, lors de la campagne précédant le référendum sur la souveraineté-association, il est le président des Économistes pour le Oui.
En 1986, il fait un saut dans le secteur privé à titre de vice-président à la Banque Nationale. Au cours de sa carrière à la Banque Nationale, il est nommé secrétaire de la commission Bélanger-Campeau de septembre 1990 à mars 1991. Il prend successivement la barre de PDG de la compagnie d'assurance Boréale (mars 1992 à janvier 1994), puis de la Banque Laurentienne (février 1994 à août 2002). 
Plus récemment, il a œuvré au sein du milieu universitaire, devenant notamment professeur associé à HEC et professeur invité à l'École d'économie de Paris.
En juin 2024, il est nommé nommé délégué général du Québec à Paris.

## Caisse de dépôt et placement du Québec
En 2002, il succède à Jean-Claude Scraire à la Caisse de dépôt et placement du Québec (CDPQ). Il entreprend une série de changements et restructure le fonctionnement de la CDPQ. En 2005, la CDPQ obtient un rendement de 14,7 %.
Le 30 mai 2008, il démissionne de son poste à la CDPQ. Il se joindra à Power Corporation et Corporation Financière Power le 1er janvier 2009. Malgré son départ volontaire de la CDPQ, il a encaissé la prime de départ, prévue à son contrat lors de son embauche, de 380 000 CAD. Quelques mois plus tard, le 25 février 2009, la CDPQ annonce une perte comptable de 39,8 milliards CAD sur l'ensemble de ses activités.
Le 9 mars 2009, il fait un discours devant la chambre de commerce du Montréal métropolitain sur son rôle dans les pertes de la caisse,. Il reçoit une ovation debout de la part des spectateurs.

## Accord de Montréal
En 2007, Henri-Paul Rousseau fut l'instigateur d'une entente baptisée "Accord de Montréal", visant la restructuration du papier commercial adossé à des actifs non bancaires (PCAA) et regroupant les détenteurs de PCAA, les investisseurs et les institutions. L'Accord de Montréal permettra à la CDPQ et aux autres détenteurs, de récupérer au fil des années une très grande partie de leur investissement initial dans le PCAA,. Dix ans plus tard, avec le recul, les acteurs de l'époque estiment que l'Accord a permis d'éviter une "catastrophe mondiale",.